# Ormoško jezero
Ormoško jezero umjetno je akumulacijsko jezero na rijeci Dravi, jugoistočno od Ormoža na granici Slovenije i Hrvatske. Nastalo je 1975. godine za potrebe hidroelektrane Varaždin do koje se voda dovodi obilaznim kanalom. Jedno je od najvećih akumulacijskih jezera u Sloveniji, nešto manje od polovice površine pripada Sloveniji, a ostatak Hrvatskoj. Granica između dviju država na ovom mjestu još uvijek prati nekadašnji tok Drave prije brane.
Zbog prirodnog zarastanja obala, jezero i danas napuštene lagune od velike su važnosti kao staništa ptica močvarica. Neke ptice koriste gnijezdilište, druge kao zimovalište ili samo stanište tijekom seobe. 
Općina Ormož 1992. godine zaštitila je slovenski dio kao rezervat prirode, koji je nekoliko godina kasnije preuzela Vlada Republike Slovenije. Od 2017. na tom je području i Prirodni rezervat Ormoška laguna, koji je danas u vlasništvu Društva za promatranje i proučavanje ptica Slovenije.